# Trpín
Trpín es una localidad situada en el distrito de Svitavy, en la región de Pardubice, República Checa. Tiene una población estimada, a principios del año 2022, de 431 habitantes.
Está ubicada al sureste de la región, cerca de la frontera con las regiones de Moravia Meridional y Olomouc, y del río Svitava (cuenca hidrográfica del Danubio).